# Elsterfloßgraben
Der Elsterfloßgraben ist ein im 16. Jahrhundert zum Holztransport angelegter Kanal von der Weißen Elster in das Gebiet östlich von Weißenfels und Merseburg sowie nach Leipzig. Der Transport geschah durch ungebundenes Flößen (Triften) von kurzen, maximal ein Klafter (etwa 1,7 Meter) langen Stämmen und vor allem Scheiten.

## Bau und Nutzung
Der Hauptgrund der Anlage des Kanals war der Wunsch des Kurfürstentums Sachsen nach einer eigenen Salzproduktion. Diese geschah in Salinen durch Eindampfen von Sole in großflächigen Pfannen, wozu als Brennmaterial Holz verwendet wurde. Eine für diesen Zweck vorgesehene Solequelle befand sich in Poserna östlich von Weißenfels. Das Holz dazu sollte aus dem Vogtland kommen.

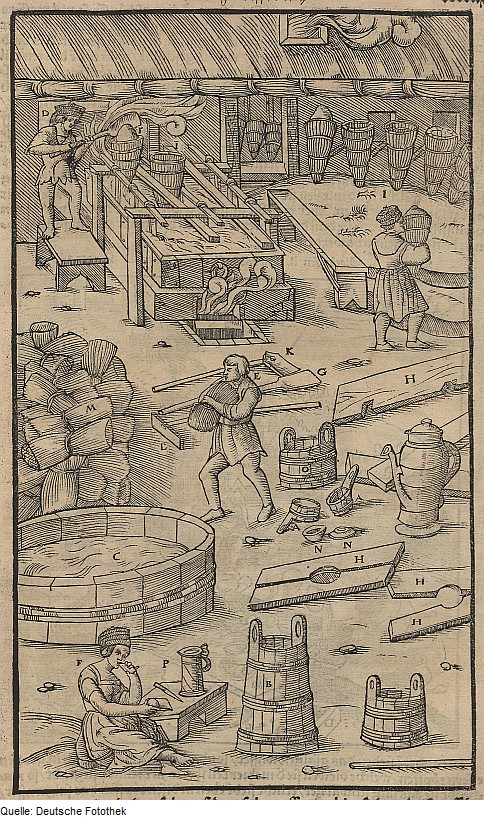
Salzgewinnung nach Georg Agricola

In den Jahren 1578 bis 1580 ließ deshalb Kurfürst August I. von Sachsen nach Plänen von Martin Planer und unter der Bauleitung von Christian Kohlreiber einen Floßgraben anlegen, der mit Wasser der Weißen Elster gespeist zur Rippach führen und so das Holzflößen bis nach Poserna ermöglichen sollte. Der Abzweig von der Elster lag zunächst beim heute zu Wetterzeube gehörenden Pötewitz, wurde aber rund 100 Jahre später 3 km flussauf nach Crossen verlegt. Das künstliche Gewässer hatte eine Breite von etwa 3 m an der Oberkante und 1 m am Boden. Seine Länge betrug 77,5 km bei einem Höhenunterschied von nur 25 m. Das Gefälle im Oberlauf war mit ca. 2 cm pro 100 m noch geringer. Dieses und die relativ hohe Abzweigung an der Elster waren notwendig, um die Wasserscheide zwischen Weißer Elster und Saale überwinden zu können. Die Durchflussmenge betrug zwischen 700 und 1.500 Liter pro Sekunde. Dem Graben wurde aber verstärkt Wasser zur Zeit des Flößens im Frühjahr und im Herbst zugeführt. Zu dem Bauvorhaben gehörten auch zahlreiche Brücken (zunächst aus Holz, später aus Stein; 1780 waren es 81), Über- und Unterquerungen kleinerer Wasserläufe oder ihre Einbindung, Leit- und Auffangrechen für das Holz, Abschlagstellen (Ableitung von Hochwasser) und bei entsprechendem Geländeprofil (Floßgraben im Auftrag) auch Deiche.
Die Saline Poserna musste wegen Unrentabilität allerdings nach wenigen Jahren aufgegeben werden, worauf die Salinenstandorte in der heute zu Tollwitz gehörenden Ortslage Teuditz und in Kötzschau ertüchtigt werden sollten. Dazu wurde der Floßgraben etwa ab Kitzen nach Norden geführt und dessen Wasser wenig südlich von Lützen in zwei neue Grabenarme verzweigt. Den Lützen und Teuditzer Grund durchfließenden Zweig ließen die Ingenieure des Kurfürsten bei Bad Dürrenberg in die Saale münden, den ab 1590 die Saline Kötzschau erschließenden zweiten Grabenarm bei Wallendorf in die Luppe. Der Floßgrabenabzweig nach Poserna zur Rippach wurde stillgelegt.
Neben dem Salinenbetrieb hatte die Holzflößerei auch Bedeutung für die Brennholzversorgung der Städte. Das waren zunächst vor allem Lützen, Merseburg und Halle. Leipzig nutzte dazu ab Mitte des 16. Jahrhunderts zunächst die Flößerei auf der Pleiße. Doch die Wälder in deren Einzugsbereich erschöpften sich, worauf die Stadt den Anschluss an die Elsterflößerei suchte. Zu diesem Zweck wurde ab Stöntzsch eine weitere Floßstrecke angelegt, die über Pegau und Zwenkau nach Leipzig führte. Sie hieß Kleiner oder Leipziger Floßgraben und wurde größtenteils durch Verknüpfung und Ausbau des bestehenden Fluss- und Mühlgrabensystems geschaffen. So wurden die Elster selbst, ihr bei Zwenkau abzweigender Arm Batschke und der Leipziger Pleißemühlgraben in diesen Teil des Grabensystems eingebunden, der 1610 erstmals mit Holz beflößt wurde. Umgeschlagen wurde das Material auf dem damals unmittelbar vor der Stadt befindlichen Leipziger Floßplatz, an dessen Geschichte heute u. a. das Straßenschild gleichenorts erinnert.
Flößerei und Mühlen schließen sich wegen der Beschädigungsgefahr der Mühleneinrichtungen und der Tatsache, dass Wasser im Floßgraben nur zur Floßzeit gebraucht wird, nahezu aus. Dennoch kam es im Laufe der Zeit zu einer kombinierten Nutzung, so dass Mühlen an benachbarten Bächen Aufschlagwasser aus dem Floßgraben erhielten, und Mühlgräben zum Flößen genutzt wurden, sofern während des Flößens eine Umleitung eingerichtet werden konnte und umgekehrt. Deshalb führte der Floßgraben, zumindest außerhalb der eisfreien Zeit, bald ständig Wasser.

## Niedergang
Im ersten Jahrzehnt des 19. Jahrhunderts erreichte die geflößte Holzmenge ihr Maximum und ging bereits in den 1820er Jahren deutlich zurück. Gründe dafür waren der Ausbau des Straßensystems in den Waldgebieten sowie ab Mitte des Jahrhunderts das Aufkommen des billigeren Transports per Eisenbahn und der zunehmende Ersatz von Brennholz durch Braunkohle. Im Jahre 1864 wurde die Elsterflößerei endgültig eingestellt. An einigen Stellen diente das Wasser des Floßgrabens noch zum Betreiben von Mühlen. Der Wasserdurchsatz wurde aber deutlich reduziert. Da er inzwischen durch verschiedene Länder führte (Herzogtum Altenburg, Preußische Provinz Sachsen und Königreich Sachsen), wurde zu seinem Unterhalt und weiterem Betrieb ein gemeinsamer Zweckverband gegründet, der fast bis zur Mitte des 20. Jahrhunderts bestand.
Ab 1958 wurde der Elsterfloßgraben durch Braunkohlentagebaue unterbrochen. Hinter den Tagebauen versuchte man, seinen Lauf durch Zupumpen von Wasser aus der Weißen Elster aufrechtzuerhalten. Nach Stilllegung dieser Tagebaue wurden ab 1992 zwischen Elstertrebnitz und Werben Teilstücke des alten Floßgrabens auf etwas veränderten Trassen neu errichtet. So führt der rekonstruierte Kleine Floßgraben seit ca. 1996 Wasser und bindet über den Elstermühlgraben wieder Teile der ursprünglich für die Leipziger Flößerei genutzten Gewässersysteme an. Im aktuellen Abbaufeld Schwerzau ist allerdings ein weiterer Rückbau des Floßgrabens notwendig, der nicht vor 2030 wieder neu gestaltet werden kann.
Unabhängig von den durch den Bergbau verursachten Problemen traten seit den 1950er Jahren zunehmend Undichtheiten auf, die durch Wühltiere noch verstärkt wurden. Dieses und die teilweise ungenehmigte Wasserentnahme führten zum häufigen Trockenfallen des Grabens. Es wurden Abdichtungen mit Rasengitterplatten, aber auch Verrohrungen versucht. Starke Verkrautung und zivilisatorisch bedingte Vermüllung des Grabens leisten ein Übriges. Es verbleibt ein dauernder Kampf um die Erhaltung des Grabens durch wenigstens partielle Reparaturen bei ständig knappen Kassen der beteiligten drei Bundesländer Thüringen, Sachsen-Anhalt und Sachsen für diesen Zweck. 2009 wurde der Förderverein Elsterfloßgraben e. V. gegründet, der sich als Ziel gestellt hat, „den Elsterfloßgraben als durchgängiges Fließgewässer unter Berücksichtigung der Belange der Anrainergemeinden mit ihren Bewohnern, des Naturschutzes und der Denkmalpflege sowie der Verbesserung der touristischen Infrastruktur in der Region wiedereinzurichten und zu erhalten“.

## Heutige Bedeutung

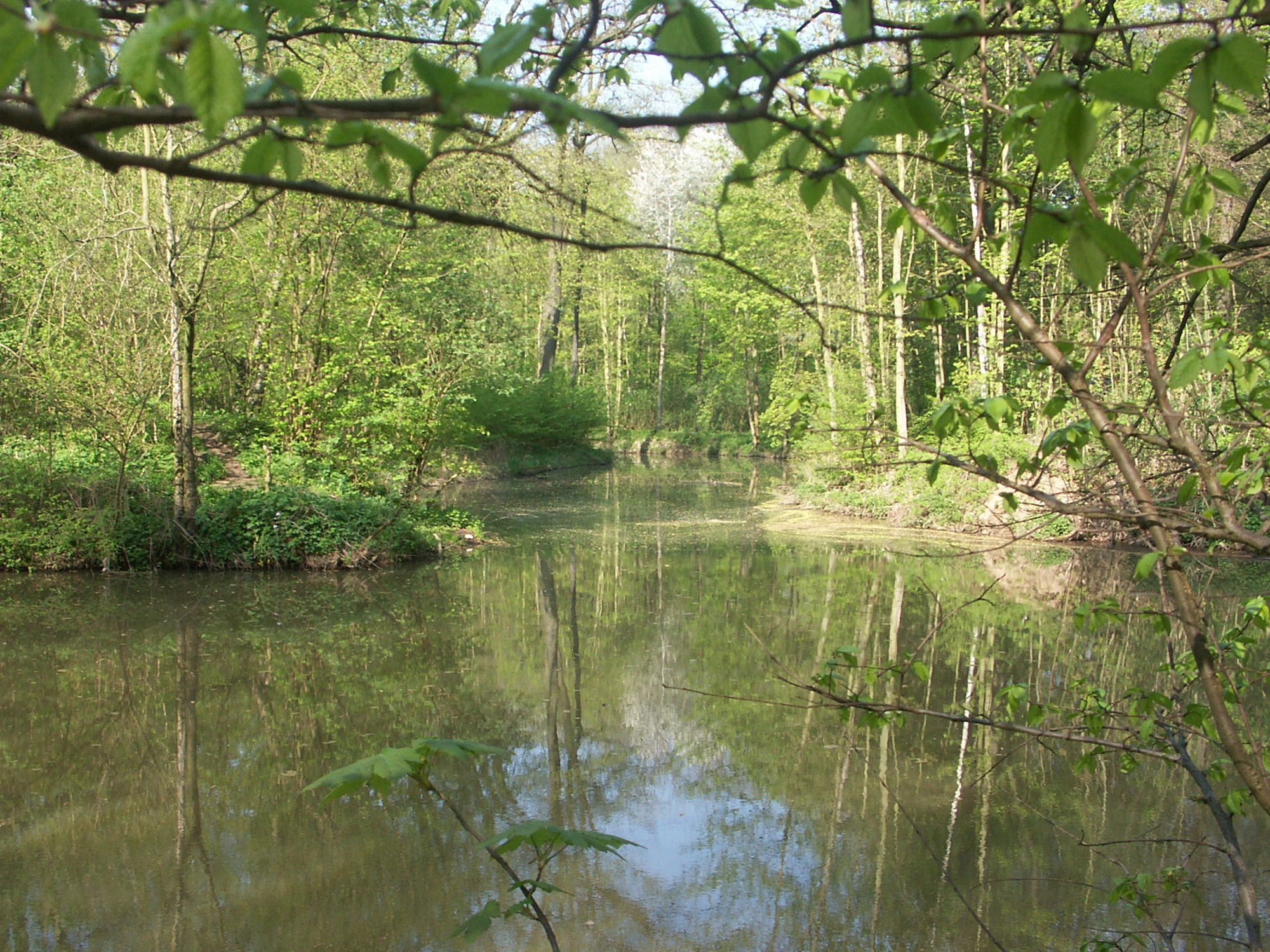
Mündung des Leipziger Floßgrabens in die Pleiße (2009)

Der Elsterfloßgraben hat in erster Linie Bedeutung als technisches Denkmal. Er ist ein überregional bedeutendes Ingenieurbauwerk mit Leistungen der Vermessung, der Wasserwirtschaft, des Wasserbaus und des Transportwesens. Er stellt mit einer Gesamtlänge von ca. 93 km, von der noch über 80 km vorhanden sind, das bedeutendste Kanalsystem des 16. Jahrhunderts auf dem europäischen Kontinent dar. Zugleich steht er mit 284 Jahren Flößerei für ein fast 300 Jahre erfolgreiches sächsisches Wirtschaftsunternehmen.
Einen besonderen Rang für das Neuseenland besitzt in der Leipziger Region das dort noch existierende Stück des Floßgrabens, das offiziell „Batschke – Floßgraben“ heißt. Von Markkleeberg in der Nähe seiner Unterbrechung durch den Tagebau Cospuden war der Floßgraben durch den Leipziger Auenwald bis zu seiner Mündung in die Pleiße noch wasserführend. Nunmehr wird er durch den Lauerschen Grenzgraben gespeist. Der nach der Bergbaustilllegung entstandene Cospudener See ist durch ein neu angelegtes Grabenstück mit dem noch existierenden Teil des Floßgrabens verbunden. Seit der Ausbaggerung des Letzteren im Jahre 2004 sind beide Teile mit Booten befahrbar. Zu ihrer schiffbaren Verbindung wurde eine verrohrte Unterführung unter der Brückenstraße durch eine Betonbrücke ersetzt. Am Auslauf des neuen Floßgrabens aus dem See existiert eine Bootsschleuse, eine weitere am Connewitzer Pleißenwehr. Seit ihrer Fertigstellung besteht eine durchgehende Bootsverbindung von der Leipziger Innenstadt über Pleiße und Floßgraben in den Cospudener See und nach Fertigstellung des Harth-Kanals auch in den Zwenkauer See und somit zum Oberlauf der Batschke.
Auf dem Gebiet der Gemeinde Kötzschau wurde entlang des Grabens ein Radwanderweg errichtet.

## Verlauf
Der Floßgraben zweigt nordöstlich von Crossen an der Elster aus der Weißen Elster (in einer Flussbiegung) ab und verläuft in nordöstlicher Richtung hier immer auf der Westseite der Weißen Elster:
- Beginn am erhaltenen „Floßhaus“[10][11] nordöstlich von Crossen an der Weißen Elster.
- Ahlendorf an dessen Ostseite tangierend
- östlich von Trebnitz
- südöstlich und östlich von Pötewitz
- Wetterzeube wird von Westen nach Süden und über die Ostseite nach Norden in einer Kurve umflossen
- Schleckweda an der Westseite tangierend
- die Südostseite von Schkauditz durchquerend
- den Bahnhof Haynsburg (an der Westseite des Elstertales, nicht im Dorf Haynsburg gelegen) nördlich tangierend
- die Westseite von Salsitz tangierend
- Kleinosida im Nordwesten tangierend
- an der Westseite von Herrmannshäuser (bei Grana) fließt dem Floßgraben der Hasselbach aus Westen kommend über Näthern zu. Dem Hasselbach war auch der Abfluss des Kretzschauer Sees bei Groitzschen (nördlich von Kretzschau) über Näthern zugeflossen.
- an dieser Vereinigungsstelle zwischen Herrmannshäuser und Grana schwenkt der Floßgraben nach Osten um, um Grana (westlich von Zeitz) zu durchqueren
- die Stadt Zeitz tangiert der Floßgraben im Norden (in nordöstlicher Richtung) durch die Flur von Aue und Aylsdorf.

Verlauf zwischen Markkleeberg und Leipzig-Connewitz:
Der „Floßgraben“ (Batschke oder auch Batschke-Floßgraben) verläuft hier in der Flussaue der Weißen Elster und der Pleiße westlich des Flussbettes der Pleiße. Er verläuft etwa von der Nordostecke des Cospudener Sees am Kees'schen Park entlang nach Norden, östlich den Waldsee Lauer passierend (westlich von Markkleeberg-Nord bei der Straße Ziegeleiweg) weiter nordwärts. Das LSG/NSG Leipziger Ratsholz in der Flussaue durchfließt er weitgehend in nördlicher Richtung, mäandriert hier westlich des Leipziger Wildparks (westlich von Leipzig-Lößnig) und beschreibt dabei eine große Doppel-Kurve nach W/N/O/S/N. In nördlicher Richtung fließt er weiter und mündet vor der Westseite von Leipzig-Connewitz (östlich des Flurstückes „Die Probstei“) im Leipziger Ratsholz in die Westseite der Pleiße ein. Etwas südöstlich dieser Mündung liegt an der Pleiße die „Hakenbrücke“.
Etwas westlich des beschriebenen Floßgrabenstückes, von Markkleeberg nach Connewitz, fließt die Paußnitz als Nebenarm der Weißen Elster in dieser Flussaue (Landschaftspark Cospuden und Leipziger Ratsholz) ebenso hauptsächlich immer nach Norden. Paußnitz und Floßgraben queren beide den Lauerschen Weg am Cospudener See.

## Sehenswürdigkeiten
- beschilderter asphaltierter Kurzwanderweg/Fahrradweg „Flößerpfad“[13] (etwa 6 Infotafeln zur Geschichte des Elsterfloßgrabens) im Elstertal östlich von Crossen an der Elster. Beginnt etwas westlich der Steinbogenbrücke über die Weiße Elster nach Nickelsdorf. Verläuft hier nach Norden parallel der Bahnlinie zum erhaltenen Floßhaus (privat bewohnt, Forstverwaltung für den Floßgraben) hin und kurz parallel am Floßgraben, weiter bis an die Nordseite von Ahlendorf. Am Floßhaus befindet sich ein großes Wehr in der Weißen Elster. Hier zweigt der Floßgraben vor dem Wehr nach Norden ab. Der hiesige kurze Flößerpfad wird tangiert vom Radweg Thüringer Städtekette/Elster-Radweg und vom Erneuerbare Energien Radweg (letzterer verläuft von Nickelsdorf über Ahlendorf in westlicher Richtung).